# Phan Văn Trường

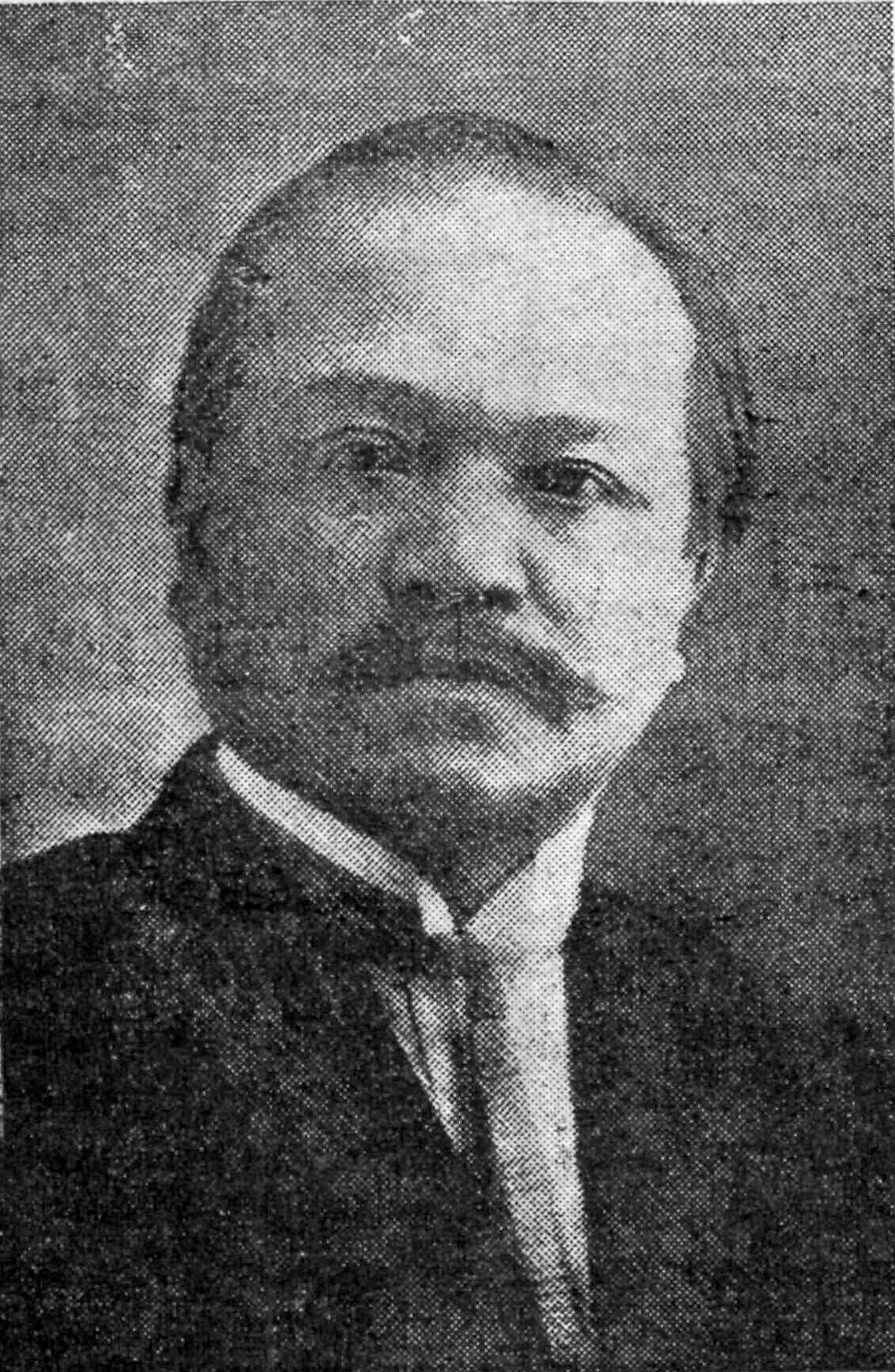
Chân dung tiến sĩ luật khoa Phan Văn Trường

Phan Văn Trường (1876 - 1933) là một luật sư, một nhà báo yêu nước Việt Nam. Quê ông ở làng Đông Ngạc, huyện Từ Liêm, (nay là phường Đông Ngạc, quận Bắc Từ Liêm), thành phố Hà Nội.
Sau khi tốt nghiệp và thành luật sư, ông làm phiên dịch ở Phủ Thống sứ Bắc Kỳ. Sau ông sang Pháp theo học ngành luật tại Đại học Sorbonne, Paris rồi trình luận án Tiến sĩ về luật hình để trở thành tiến sĩ luật học đầu tiên của Việt Nam. Ông cũng từng làm giáo sư phụ giảng (répétiteur d'Annamite) ở Trường Ngôn ngữ và Văn minh Đông phương (École des Langues Orientales) ở Paris. Trong thời gian này, ông đã tích cực hoạt động yêu nước và giao lưu nhiều với những người cùng chí hướng.
Phan Văn Trường cũng có công về mặt văn hóa vì ông là người đầu tiên chính thức đề xướng việc dùng chữ Quốc ngữ là văn tự cho người Việt.

## Hoạt động chính trị
Ông đã cùng với Phan Châu Trinh, lập Hội đồng bào Thân ái (tiếng Pháp: La Fraternité des compatriotes) (1912-1916) do Phan Văn Trường làm hội trưởng. Đây là một trong những tổ chức đầu tiên của người Việt tại Pháp. Tính chất yêu nước của Hội đã được Hội trưởng Việt Nam Quang phục Hội là hoàng thân Cường Để phái người sang Paris năm 1913 đưa thư cho Phan Châu Trinh để liên kết hoạt động. Sau vụ Việt Nam Quang phục Hội đánh bom tại Hà Nội cũng trong năm 1913, chính quyền Pháp cho rằng Phan Văn Trường và Phan Chu Trinh có liên hệ với phong trào bạo động này ở Việt Nam nên nhân Chiến tranh thế giới thứ nhất nổ ra người Pháp đã bắt giam cả hai ông ngày 12 tháng 9 năm 1914 với lý do "âm mưu chính trị chống nước Pháp" và thông đồng với Đức. Do có sự can thiệp của Hội nhân quyền và của nhiều chính khách thuộc Đảng Xã hội (Pháp) như thiếu tá Roux và luật sư Marius Moutet nên gần một năm sau, tháng 7 năm 1915, chính quyền Pháp buộc phải thả hai ông. Tuy nhiên đến lúc đó thì Hội đồng bào tương thân tương ái cũng không còn và Phan Văn Trường bị thuyên chuyển xuống Toulouse làm thông ngôn cho các lính thợ gốc Việt đang phục dịch ở Arsenal de Toulouse.
Sau Chiến tranh thế giới thứ nhất, ông học tiếp và đỗ Tiến sĩ luật khoa, mở văn phòng Luật sư tại Paris. Lúc này ông tiếp tục hoạt động trong nhóm người Việt Nam yêu nước tại Pháp cùng Phan Châu Trinh, Nguyễn Thế Truyền, Nguyễn Tất Thành.. Ông là một trong bốn người ký tên bản "Revendications du peuple annamite" ("Thỉnh nguyện thư của dân tộc An Nam" hay còn gọi là "Yêu sách của nhân dân Việt Nam") năm 1919 với bút hiệu Nguyễn Ái Quốc và được coi là "kiến trúc sư" của văn bản này.
Cuối năm 1923, ông về nước, cùng Nguyễn An Ninh xuất bản báo Chuông rè (La Cloche Fêlée) và Nước Nam (L'Annam) bằng tiếng Pháp tại Sài Gòn. Ông tích cực đấu tranh chống các chính sách của thực dân Pháp, đòi dân chủ, đeo đuổi việc bác bỏ chủ nghĩa "Pháp - Việt đề huề" của Đảng Lập hiến. Ông dứng ra tổ chức Đảng Cao vọng (còn gọi là nhóm Thanh niên Cao vọng). Báo L'Annam là cơ quan ngôn luận của nhóm này.
Ông đã cho đăng một số bài của các báo Người cùng khổ (của Hội Liên hiệp thuộc địa), Nhân đạo (của Đảng Cộng sản Pháp), Diễn đàn thông tin quốc tế (của Quốc tế Cộng sản); đặc biệt ông là người đầu tiên đăng Tuyên ngôn Đảng Cộng sản của Karl Marx và Friedrich Engels trên báo. Sau đó ông bị chính quyền Pháp kết án tù.
Ông vẫn tiếp tục đấu tranh đòi dân chủ sau khi ra tù. Năm 1931, ông vào Sài Gòn gặp lại Nguyễn An Ninh với ý định tiếp tục đấu tranh chống thực dân Pháp trên mặt báo chí. Tuy nhiên, mong muốn của ông đã không thành hiện thực. Năm 1933, ông về Hà Nội thăm gia đình. Trong thời gian ở đó, ông đột ngột lâm bệnh và qua đời tại nhà vào ngày 23 tháng 4 năm 1933. Đảng Cao vọng cũng tan rã sau đó.
Ngồi tù lần thứ nhất nơi nhà lao Cherche-Midi
Cùng với cụ Tây Hồ, Phan Văn Trường lập nên và làm Hội trưởng Hội đồng bào thân ái, tập hợp những đồng bào Việt Nam sinh sống, học tập, lao động tại Pháp. Thực dân Pháp, thì phái mật thám theo dõi ông. Thế rồi…
Thế chiến thứ nhất nổ ra nơi đất cựu lục địa tháng 8/1914, Phan Văn Trường bấy giờ tuổi đời 38, có quốc tịch Pháp, nên phải đi lính theo lệnh tổng động viên. Theo nghiên cứu của PGS. Nguyễn Phan Quang, ông được biên chế vào đội bộ binh số 102 đóng tại trại lính Marceau, và, họ Phan bị bắt.
Sách “Đông Ngạc tập biên” khi ghi về tiểu sử họ Phan, có ghi: “Đầu tháng 9 năm 1914, nhân cuộc Pháp-Đức chiến tranh, thực dân dựa vào một cái thư không biết thực hay giả, vu cho những người cách mạng Việt Nam là đã bí mật giao thiệp với Đức để âm mưu làm loạn (hồi đó cụ Cường Để ở bên Đức)”.
Còn trong hồi ký, Phan Văn Trường cho hay nguyên nhân mình bị bắt như sau: “Chính phủ lợi dụng tình trạng chiến tranh để buộc tội ông (Phan Châu Trinh) cùng với tôi có âm mưu chính trị chống lại nước Pháp và giam chúng tôi vào ngục tối trong 11 tháng”.
Riêng báo Phụ nữ tân văn, thì miêu tả sự việc khá cụ thể “Hôm 12 tháng 9, trong khi cụ với anh em đồng ngũ đang tập ở giữa sân trong trại thì có hai người sen đầm đi xe hơi lại, một người vô trình quan binh rồi kêu cụ ra và nói: - Tôi vâng lệnh bắt chú vì chú can phạm vô một tội mưu. Bữa sau, cụ bị giải về Paris để ra trước tòa án binh xét xử. Quan ba Caron vâng mạng tòa án cho lấy khai về việc cụ trước khi đem ra tòa xử”.
Sau khi bị bắt, họ Phan bị giam nơi nhà lao Cherche-Midi dành riêng cho quân nhân. Sau ngày Phan Văn Trường bị bắt hai ngày, như số báo trước ta đã biết, cụ Phan Tây Hồ cũng bị bắt, giam nơi nhà lao dân sự La Santé. 
Vì lý do bắt ông không rõ ràng, nên theo nghiên cứu trong sách “Luật sư Phan Văn Trường”, tòa án Pháp gửi điện nhờ cơ quan mật vụ Anh dò tìm tung tích hoạt động của Nguyễn Tất Thành lúc này đang ở Anh quốc mà chúng nghi có liên quan tới hoạt động của ông.
Tuy nhiên, mật vụ Anh đã không có phản hồi nào. Đối với vị luật sư họ Phan, ông kiên quyết phản đối việc bị bắt giam vô lý về cái gọi là “âm mưu chính trị chống nước Pháp”. Ông cho rằng “Âm mưu này chỉ có thể có trong tưởng tượng ác ý của những người buộc tội chúng tôi mà thôi”. Ấy nhưng, 11 tháng, họ Phan vẫn phải ngồi nhà lao Cherche-Midi.
Chỉ đến khi, như “Đông Ngạc tập biên” cho biết “Qua năm 1915 nhờ có sự can thiệp của đảng Xã hội, cùng đảng Xã hội Cấp tiến và hội Nhân quyền bên Pháp, các cụ mới được tha”. Tháng 7/1915, Phan Văn Trường được Pháp trả tự do, nhưng đây mới là lần đầu tiên họ Phan làm bạn với nhà lao...
Ngồi tù lần thứ hai
Xem ảnh hưởng của Phan Văn Trường nơi địa hạt báo chí, không nên bỏ qua nghiên cứu “Làng báo Sài Gòn 1916-1930” của Philippe M.F.Peycam. Ở đó, ta thấy được hoạt động báo chí của họ Phan, quan điểm chính trị của ông và cũng biết được cái án tù thứ hai của ông. 
Tờ La Cloche Fêlée (Chuông rè, Chuông rạn) do Nguyễn An Ninh chủ trương với số đầu tiên ra ngày 10/12/1923, đình bản ngày 14/7/1924 (đúng Quốc khánh Pháp). Đến ngày 26/11/1925, báo tục bản, do Phan Văn Trường làm chủ nhiệm. Dưới bàn tay họ Phan, báo “bắt đầu giới thiệu có hệ thống với độc giả nhiều quan niệm Marxist về duy vật lịch sử và tích lũy tư bản…”.
Ngày 6/5/1926, báo đổi tên thành L’Annam. Với vai trò chủ nhiệm cùng xu hướng chính trị, tên tuổi họ Phan được khẳng định trong làng báo chí Sài Gòn dạo ấy, nhưng rồi rắc rối cũng đến....
Vẫn theo Philippe M.F.Peycam, từ đầu năm 1927, “nhà chính trị lớn tuổi thấy mình vướng mắc vào hàng loạt chuyện tố tụng mệt mỏi do chính quyền thực dân chủ mưu nhằm quyết tâm trấn áp phe đối lập”. Vẫn năm ấy: “Trong tháng 5, nhà chức trách buộc tội Trường có liên can đến một bài báo trên tờ L’Hummanité mà tờ L’Annam đăng lại, nội dung kêu gọi “những binh lính thuộc địa người bản xứ trong đế quốc Pháp nổi loạn”. 
Tiếp theo trong tháng 6 “ông bị khởi tố vì cho là có tham gia chuẩn bị lễ tang tưởng niệm nhà cải tổ miền bắc là Lương Văn Can”. Đỉnh điểm là ngày 21/7 năm ấy, Phan Văn Trường bị Pháp bắt, hai ngày 21-22/7, nhà riêng của ông và tòa soạn báo L’Annam bị lục soát. Ông chủ nhiệm bị bắt, báo L’Annam đình bản. 
Vụ xử Phan Văn Trường diễn ra ngày 27/3/1928, ông bị đưa ra Tòa án đỏ Sài Gòn và như báo Thần chung số 210 ra ngày 20/9/1929 thuật lại, thì họ Phan bị kết tội “xúi kích làm phản, kêu dân Việt Nam nổi loạn để đuổi người Pháp ra khỏi xứ”. Ông bị kêu án 2 năm tù giam. Còn Nguyễn Ái Quốc trong bài báo “Đông Dương khổ nhục”, cho rằng ông Trường bị án tù 2 năm bởi “vì ông đã có tội đăng lại một bài của báo Nhân Đạo bàn về sự đoàn kết huynh đệ với cách mạng Trung Hoa”.
Đường đường là luật sư, nắm rõ luật, lại có quốc tịch Pháp, ông Trường không chịu khoanh tay chịu thua. Ông chống án sang Pháp, nhưng một năm rưỡi sau Tòa Thượng thẩm Paris mới đem vụ này ra xử, và y án cũ. Vậy là, luật sư họ Phan vẫn phải ngồi tù.
PGS. Nguyễn Phan Quang cho hay “8g tối ngày 14-8-1929, cảnh sát đến bắt Phan Văn Trường tại căn nhà số 11 đường Blainville, quận 5, Paris. Ông bị tống giam ở xà lim số 13 của nhà lao La Santé”.
Dù quốc tịch Pháp, dù nắm rõ luật Pháp, nhưng họ Phan không chọn cuộc đời khác, mà đứng về phía dân tộc, để đấu tranh với chính quốc gia ông mang quốc tịch, nhưng đang hàng ngày, hàng giờ gieo bao đau khổ cho dòng giống “máu đỏ da vàng” của ông, dẫu thân phải chịu tù đày, mà lòng với dân với nước, như suối nguồn chẳng bao giờ vơi cạn...